# Acontia parvimacula
Acontia parvimacula är en fjärilsart som beskrevs av W. Warren 1913. Acontia parvimacula ingår i släktet Acontia och familjen nattflyn. Inga underarter finns listade i Catalogue of Life.